# Anselmo Barba
Anselmo Barba y Balanzó (Barcelona, 18 de abril de 1848-Barcelona, 26 de marzo de 1883) fue maestro de música, organista y compositor español. Maestro de Albéniz, Alió, Calado, Daniel y Noguera, escribió música eclesiástica (misas a gran orquesta, motetes), obras para canto y piano y sonatas para piano.
Estudió en la Escolanía de Montserrat con el maestro Bartomeu Blanch. Formó parte de la delegación catalana del Patronatverein de Bayreuth (Patronato del Festival de Bayreuth, que había sido creado por Richard Wagner para sufragar el coste del estreno de Parsifal), delegación presidida y representada por Joaquín Marsillach.
Obtuvo la plaza de organista de la catedral de Barcelona pero no pudo tomar posesión. Fue nombrado maestro de capilla de la colegiata de Santa Ana de Barcelona, cargo que, según Saldoni, todavía desempeñaba en 1880. Fue un gran divulgador musical e intervino en la vida musical barcelonesa de finales del siglo XIX, organizando y participante en numerosos conciertos al teatro Novedades y al Ateneo Barcelonés.
Gran entusiasta de Wagner, fomentó el interés por el músico alemán a través de la Sociedad Wagner de Barcelona y perteneció al círculo de José de Letamendi y Joaquín Marsillach. Durante su estancia en Bayreuth, Barba envió varias crónicas que fueron publicadas bajo el título «Notas de un viaje a Bayreuth» en las revistas Arte y Letras y Notas Musicales y Literarias, publicaciones muy favorables a la figura de Wagner. Se conservan obras suyas en varios fondos musicales de Cataluña (TerC, SEO). Fue enterrado en el cementerio del Poblenou de Barcelona.
Murió por causa de una viruela el 26 de marzo de 1883 en Barcelona.